# Резиденция небесных наставников

Лунхушань, Резиденция Небесных Наставников

Лунхушань, Резиденция Небесных Наставников

Входные ворота

Резиденция Небесных Наставников (кит. 天師府, Тяньшифу) — даосский храмовый комплекс в городе Шанцин, в горах Лунхушань. Административно подчинён муниципалитету города Интань. Находится на расстоянии 20 км к юго-востоку от Интаня, связан с Интанем автобусом. Первоначально назывался Обитель Великого Истинного Мужа, занимал площадь 24000 кв. м.
Здесь находился административный центр Школы Небесных Наставников, известной позже как Школа Истинного Единства (正一道), место обитания патриарха и даосская община.
Комплекс построил основатель даосизма, первый Небесный Наставник Чжан Даолин во II веке н. э..
После революции комплекс пришёл в упадок. В апреле 1983 Госсовет КНР расширил список охраняемых объектов, туда вошла также Резиденция Небесных Наставников. Постепенно были выделены средства для реставрации храмовых комплексов, которые были открыты для туризма. Резиденция Небесных Наставников находилась в запущенном состоянии, многие храмы и павильоны были разрушены, территория была расширена и реставрирована, но реальное восстановление храмов и даосской общины можно отнести к середине 90-х годов. Храмовый комплекс был расширен, на его территории раскинут декоративный парк, общая площадь стала 50000 кв. м.